# 银脉爵床
銀脈爵床（學名：Kudoacanthus albonervosa）为爵床科银脉爵床属的植物，是台灣的特有植物。分布于台灣本島，目前尚未由人工引种栽培。